# Colea hirsuta
Colea hirsuta là một loài thực vật có hoa trong họ Chùm ớt. Loài này được Aug.DC. mô tả khoa học đầu tiên năm 1901.